# Nus palomar

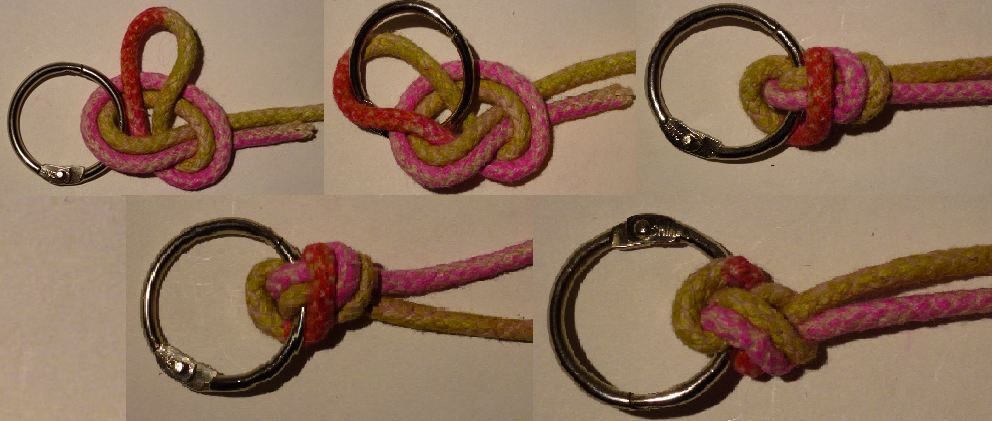
Nus palomar.

Un nus palomar, nus de Palomar o (simplement) palomar és un nus de pescadors emprat per a lligar l'extrem de la llinya a l'ull d'un ham o un dispositiu similar.

## Història
Aparentment aquest nus fou inventat (o reinventat i divulgat) per un pescador de Califòrnia anomenat Chet Palomar.